# عبدالمسیح دونا
عبدالمسیح دونا (عربی: عبد المسيح دونا؛ زادهٔ ۱۳ اکتبر ۱۹۷۱) بازیکن فوتبال اهل سوریه بود.
وی همچنین در تیم‌های ملی فوتبال زیر ۲۰ سال سوریه و سوریه بازی کرده‌است.